# Клов (Климовицький район)

Клов (біл. Клоў, трансліт.: Kloŭ) — село в Климовицькому районі, Могильовська область, Білорусь. Входить до складу Тимонівської сільради.
До 21 січня 2011 року село було в складі Висоцької сільради.